# Çämänli
Çämänli (azerbajdzjanska: Çəmənli; tidigare ryska: Чеменли: Tjemenli) är en ort i Azerbajdzjan.   Den ligger i distriktet Ağdam, i den centrala delen av landet, 240 km väster om huvudstaden Baku. Çämänli ligger 216 meter över havet och antalet invånare är 2 207.